# Пребл (Нью-Йорк)
Пребл (англ. Preble) — місто (англ. town) в США, в окрузі Кортленд штату Нью-Йорк. Населення — 1357 осіб (2020).

## Демографія
Згідно з переписом 2010 року, у місті мешкали 1393 особи в 586 домогосподарствах у складі 377 родин. Було 687 помешкань
Расовий склад населення:
| - 97,7 % — білих - 0,5 % — азіатів - 0,4 % — корінних американців - 0,1 % — чорних або афроамериканців |

До двох чи більше рас належало 0,6 %. Частка іспаномовних становила 2,1 % від усіх жителів.
За віковим діапазоном населення розподілялося таким чином: 21,0 % — особи молодші 18 років, 64,6 % — особи у віці 18—64 років, 14,4 % — особи у віці 65 років та старші. Медіана віку мешканця становила 45,5 року. На 100 осіб жіночої статі у місті припадало 107,0 чоловіків;  на 100 жінок у віці від 18 років та старших — 105,2 чоловіків також старших 18 років.
Середній дохід на одне домашнє господарство  становив 71 120 доларів США (медіана — 55 313), а середній дохід на одну сім'ю — 86 799 доларів (медіана — 77 014). Медіана доходів становила 48 958 доларів для чоловіків та 38 542 долари для жінок. За межею бідності перебувало 13,2 % осіб, у тому числі 22,8 % дітей у віці до 18 років та 5,6 % осіб у віці 65 років та старших.
Цивільне працевлаштоване населення становило 712 осіб. Основні галузі зайнятості: освіта, охорона здоров'я та соціальна допомога — 34,7 %, виробництво — 10,7 %, роздрібна торгівля — 10,5 %.